# Kanton Drulingen
Kanton Drulingen (fr. Canton de Drulingen) byl francouzský kanton v departementu Bas-Rhin v regionu Alsasko. Tvořilo ho 26 obcí. Zrušen byl po reformě kantonů 2014.

## Obce kantonu
- Adamswiller
- Asswiller
- Baerendorf
- Berg
- Bettwiller
- Burbach
- Bust
- Diemeringen
- Drulingen
- Durstel
- Eschwiller
- Eywiller
- Gœrlingen
- Gungwiller
- Hirschland
- Kirrberg
- Mackwiller
- Ottwiller
- Rauwiller
- Rexingen
- Siewiller
- Thal-Drulingen
- Volksberg
- Waldhambach
- Weislingen
- Weyer